# 甯光先
甯光先 （1585年—1629年），原名韓光先，字庭瑞，号忠門，山東章丘縣人。明朝政治人物，官至貴州道監察御史。

## 生平
甯氏先祖在元朝末年從河北棗强縣遷到山東章丘縣锦川大埠里，在此定居。甯光先之父甯希孟，娶韓氏，生四子，他居第三。他的舅舅澄江韩公（澄江是名號），有子早夭無後，向有四个兒子的姊姊韓氏哭求一子為後。甯光先就被送給舅舅為子，改姓韓。養父母對他愛若掌上明珠，七嵗入小學，九嵗能文，萬曆癸夘（三十一年，1603）中秀才。當時年景不好，韓父以販官鹺為生，一次過漯水為子送東西，當晚河水暴漲，韓父差点淹死。光先為此感激，益發憤讀書，以求揚名顯親。福建人王振熙（号晦生）到章丘仁知縣，見他文章冩的好，延請他給自己兒子當来師。中萬曆四十三年（1615）郷試舉人，次年中丙辰科（1616）進士，授直隸新城縣知縣，迎韓父韓母到官邸就養。又調蠡縣知縣。
光宗登基時，覃恩中外，封韓父与子同官，韓母封孺人。不久韓母去世，他離職回郷治喪，三年除服後復選為蠡縣知縣。天啓四年（1624）入京考選，其年韓父訃間，再次歸家丁憂。七年丁夘服闋，選授貴州道監察御史。以生父母未獲榮封，上疏求復姓甯氏。崇禎元年，准貴州道御史韓光先復姓甯，并贈其父如其官，母封太孺人。
他任御史期間，上疏言保聖躬、温聖學、核起廢、處降丁數事，又首先弹劾建祠媚璫（魏忠贤）者二十六人，上疏薦舉喬允升等林下諸賢，皆蒙嘉納處分。崇禎元年四月任巡按真定御史。便道回家省親，看望生母韓氏。返回途中，行至平原縣，病卒於旅舍，享年四十五歲。

## 家族
曾祖韓禕。祖父韓竹。父韓蒙亨，儒官。
娶張氏，封孺人，有四子三女：顧韓，邑庠生；嗣韓、持韓、衞韓。甯持韓是張孺人所生，餘皆副室王氏所出。一女適廩生王濂，一女適遼東巡撫畢自肅男庠生畢際竩，幼女未嫁。

## 引用
1. ↑  畢自嚴《貴州道監察御史忠門甯公墓誌銘》